# 泉ののか
泉 ののか（いずみ ののか、1995年3月30日 - ）は、日本の元AV女優。

## 略歴・人物
和歌山県出身。
2016年9月、プレミアムの専属女優としてAVデビュー。所属事務所はサンプロ（現グランツプロ）。
2017年3月をもって専属を離れ、企画単体女優となる。
2018年10月3日、公式ツイッターで引退を発表。

## 出演作品

### アダルトDVD
2016年
- 現役女子大生 水泳部 AVデビュー（9月7日、プレミアム）
- みずみずしい健康体ボディの初めてづくし絶頂セックス（10月7日、プレミアム）
- 我が家のご奉仕エロボディメイド（11月13日、プレミアム）
- おしゃぶり女教師（12月13日、プレミアム）

2017年
- 敏感お尻は膣奥突きバックですぐイッちゃう!（1月19日、プレミアム）
- プレミアム スタイリッシュソープ ゴールド（2月13日、プレミアム）
- ノーパン・ハイスクール 6 ハーレムスペシャル（3月19日、プレミアム）共演:さとう愛理、跡美しゅり、宮崎あや、宮沢ゆかり、川村まや
- 人気AV女優を究極までイキ我慢させたらどんなエロイSEXをするの?（4月25日、マックス・エー）
- 遊び妻 性欲を抑えきれないドすけべ淫乱女たち（5月1日、FAプロ）共演:花崎りこ
- 最高の愛人と、最高の中出し性交。 14（5月5日、プレステージ）※「ののか」名義
- 欲求不満な人妻はED旦那の粗チンをフェラしながらTバックがガッツリ食い込んだお尻を男に見せつけ誘惑する!（5月12日、MAGIC）他出演:神ユキ、愛原れの
- 生イキ女子大生 ののかと一日東京周遊デート!!（5月26日、S級素人）※「ののか」名義
- 白衣の天使と性交（6月2日、ドリームチケット）
- 極フェラごっくん天国（6月9日、REAL）
- 軟派即日セックス Nさん(22歳)ナース（6月9日、S級素人）※「Nさん」名義
- 感じすぎていっぱいおもらしごめんなさい… 5（6月13日、セレブの友）
- 知らぬ男にムリヤリ媚薬を飲まされ、物干し竿固定イキ寸止めプレイで焦らされた発情美人妻（6月16日、DOC）他出演:美玲、市原由芽
- むしゃぶりつきたい巨乳肉感クソエロボディ娘! 変態ヤリホ部屋で中出しケミカルファック漬けwww（6月19日、チキチキカマー）
- イケリーマンの後輩がヤンママと仲良くて俺んちに連れ込んだ! モテない俺は絶好のチャンスと酔わせて過激で卑猥なゲームを始めてみた… Vol.10（6月25日、バッドスターズ）※「いおり」名義　共演:みずき
- アナルを舐めさせられた借金妻 3（7月13日、セレブの友）
- ふた回り離れた愛有る年下のいいなり彼女（7月14日、宇宙企画）
- 桃尻妻 お義兄さんに寝取られて…。（7月28日、人妻花園劇場）
- ［拡散希望］ 私の息子が交通事故で長期入院して、若い嫁は欲求不満で私に迫ってきて困っています。どうか、うちの嫁を抱いてやってもらえませんか?（8月4日、クリスタル映像）
- 近所の欲求不満妻たちが性行為目的で集まる人妻限定ヤリマンサークルの餌食になっちゃった童貞の僕!生ハメ中出しが当たり前な超ド級のビッチ妻たちは、童貞チ●ポを射精させた後も満足できずに何度も群がってくる!（8月4日、OFFICE K'S）他出演:涼川絢音、成海あすか、羽月希、神納花
- JKぬるぬるオ●ンコディルドオナニー 7（8月4日、虎堂）他出演:夏樹まりな、西口あられ、あすな小春、RISA
- あの手この手でオンナを騙す非合法AVメーカーからの流出動画集!!（8月11日、S級素人）他出演:水谷心音、今井ゆあ、心乃ひまり
- 女子校生のパンティが好き vol.4（8月18日、OFFICE K'S）
- 女子大生泥酔NTRサークル旅行 俺たちの彼女がメス化した集団中出し乱交ビデオ（9月1日、kawaii*）共演:椎名そら、姫川ゆうな、涼海みさ　※AV OPEN 2017 ドラマ部門3位
- 神のおち○ちんを持つ男 妹の友達の家に行く（9月1日、ZUKKON/BAKKON）共演:椎名そら、さくらみゆき、愛瀬美希、神波多一花、雫みあ、通野未帆、川村まや、笹倉杏、小枝成実　※AV OPEN 2017 企画部門エントリー作品
- 自然体で感じる姿がエロ過ぎる女の子（9月1日、S-Cute）他出演:月本愛、夏希みなみ、河北はるな、加藤みゆ紀、伊東真緒
- ムレムレブルマ合宿 3（9月7日、グローリークエスト）共演:川村まや、高城姫華
- 女子校生緊縛調教（9月8日、宇宙企画）
- SEXの逸材。 VOL.01 ドスケベ素人の衝撃的試し撮り 性癖をこじらせてプレステージに自らやって来た本物素人さんの顛末。（9月15日、プレステージ）他出演:佐々波綾、雛菊つばさ、吉田花
- あなたのおちんちんが果てしなくカワイイ事が10人の姉に、ばれた。（10月1日、ZUKKON/BAKKON）共演:麻里梨夏、跡美しゅり、新村あかり、矢澤美々、夏希みなみ、佐藤千明、花崎りこ、玉木くるみ、大槻ひびき
- マジックミラー号 10代水着女子限定! 豪華撮りおろし2タイトル収録8時間! 真夏のビーチで見つけた水着美女 総勢15人全員本番成功スペシャル!（10月5日、SODクリエイト）※「じゅん」名義　他出演:じゅな、りな、まき、あい、ひめか、しおり、ななえ、みき、ゆり、かれん、ゆき、ここ、りか、はな
- 「『挿れたのに何で動かしてくれないの?』ハメっ放しで焦らされ感度があがった看護師が…膣内をかき回す『の』の字ピストンで乱れイキ!」 VOL.1（10月5日、DANDY）他出演:篠田ゆう、瀬戸すみれ ほか
- ゲスの極み映像 女子校生12人目（10月6日、フルセイル）
- 常に『ノーブラ透けおっぱい』透けた乳首をいじられて敏感・赤面・出勤初日なのにチ○ポを欲しがり超発情! 脱いだら凄いゾ! むっちりスケベな田舎カワイイ巨乳娘 〜メンズスパ編〜（10月19日、SODクリエイト）他出演:相澤ゆりな、玉木くるみ
- お尻の穴も隠しきれない 極細赤Tバックパンティー（10月25日、アロマ企画）他出演:伊東真緒、八ッ橋さい子
- 素人女子大生の皆さん! うすーいラップ1枚被せてモテない男子に素股ピストン練習させてもらえませんか?（10月27日、S級素人）他出演:高野しずか、水谷心音、波瑠まいな
- 文京区にある女教師が通う整体セラピー治療院 16（11月1日、変態紳士倶楽部）他出演:星奈あい、坂内里奈、陽菜 ほか
- 都内某所のオナクラで従順そうな可愛い女の子ばかりを狙い店員や他の客にバレないように口説いてフェラしてもらい盗撮メガネで隠し撮りした件。（11月1日、変態紳士倶楽部）他出演:冴木エリカ、美咲まや、坂内里奈、花咲いあん、愛花みちる ほか
- 二段ベッドの上から巨乳ヤリマンがボクを誘惑! 巨乳の姉が連れてきた友達は全員巨乳!しかも童貞好きで年下に目がないヤリマン!? 見た目が超エロいくせに有名大学に通う女子大生の姉が友達を家に連れてくるのだけど、姉弟で相部屋しかも二段ベッドなので会話は聞こえてきてエッチな話をするもんだから、聞いているだけで勃起しまくり!受験生のボクには刺激が強すぎる!しかも、そんな童貞丸出しのボクを見て姉の友達はロックオン状態!姉の目を盗んで二段ベッドの上から誘惑してきて、ボクの童貞を狙ってくるのです!（11月7日、Hunter）他出演:成海さやか、橘咲良、月本愛、新垣智江、本真ゆり
- 僕のねとられ話しを聞いてほしい 学閥が根付く大手企業のパワハラ上司に夫の昇進をチラつかされ寝盗られた妻（11月7日、JET映像）
- ひとりでハシゴ酒している訳あり素人と中出しSEX（11月10日、S級素人）他出演:あおいれな、一色さゆり ほか
- 「お願いだから1回だけ…」 高齢なのに旦那よりバキバキに反り返る勃起チ○ポの義父を見て子宮が疼くセックスレス妻! 本気汁垂れ流しで絶対秘密の逆夜●い! 3（11月10日、V&R PRODUCE）他出演:若槻みづな、塚田詩織、由來ちとせ
- 寸止めされて超イカないチ○ポに覚醒した弟から逃げるも何度もハメられ家中でイキまくる早漏姉（11月16日、ナチュラルハイ）他出演:皆野あい、水谷あおい
- 「わたしの下着を盗んでどうするの?」 女を忘れた巨乳若妻の下着を我慢できずに盗んでしまったら、まんざらでもない様子で優しく中出し筆おろし!（11月16日、アイエナジー）他出演:北川エリカ、横山夏希
- 私、成績が悪くて… 今日も黒板壁マ○コ 黒板にマ○コ丸出しで埋め込まれ授業中晒し者にされる有名進学校の過激すぎる体罰（11月16日、ROCKET）共演:北川ゆず、生駒はるな
- エンドレス近親相姦SEX!美人素人姉弟がHミッションに挑戦したら…超絶倫の童貞弟がガチ発情! もうやめて!と戸惑う姉を無視して腰振りまくり! イキ過ぎ痙攣でグッタリしている姉を容赦なく犯し、何度も何度も中出し中出し中出し中出し!（11月24日、S級素人）※「いずみ」名義　他出演:あいり、せいら、あや
- 玄関開けたら媚薬塗りチ○ポで隙アリ妻を宅配即ズボハメ!! 4（11月24日、SCOOP）他出演:紺野ひかる、前田可奈子、大橋ゆきな
- あなた、やめてっ!お願い、こんな所でっ!!嫌がる妻に、無理矢理挿入中出しっ!! 〜実家編〜（11月30日（レンタル）/12月8日（セル）、LEO）共演:松雪かなえ
- 杭打ちピストン騎乗位　3（12月13日、アロマ企画）他出演:尾上若葉、雪美えみる、松井レナ、星島るり、伊東真緒
- おじさん大好き部活美少女のよだれまみれ濃厚 ベロちゅう淫交 2（12月15日、クリスタル映像）
- 「ひょっとしてそのプルンっと突き出したお尻はボクを誘惑してるの??」 高校で影の薄いボクの唯一の自慢は幼馴染が異様に可愛くてスタイルが良い事!そして何より幼い頃からボクの味方でいつも優しい!!そんな幼馴染は今でもボクの部屋に気軽に遊びに来る!しかも超無防備な格好で!!格好からして無防備なのに更にプルンっとお尻を突き出して無防備な体勢をするんです!そんな無防備に突き出した超神尻に超絶勃起!!気づいたら我慢できずに後ろからハードピストンで何度も何度も突き刺しあまりの気持ち良さに何度も中に出してしまいました!!何度も中に出していたら幼馴染も大興奮で大きな声で喘ぎはじめて逆に何度もボクに求めてきました!（12月19日、Hunter）他出演:佐々波綾、宮崎あや、明海こう、伊東紅蘭
- ゲスの極み女子寮 レズ6組目（12月22日、フルセイル）共演:優梨まいな
- 酔いつぶれた人妻 泥酔した奥様をエロ管理人が、旦那のいない部屋にチン入して介抱!!（12月27日（レンタル）/2018年1月1日（セル）、LEO）他出演:吉川あいみ、青山はな

2018年
- ROCKET10周年記念特別企画 スーパーガチンコ 全裸レズバトル REVENGE WARS 2018 チャンピオンが集う6月開催DYNAMITEの出場権を賭けた史上最大のタチレズ女優トライアウト!!（1月11日、ROCKET）共演:神納花、波多野結衣、碧しの、真木今日子、宮沢ゆかり、優月まりな、春菜はな
- 出産直後のボディラインを気にするスポブラ巨乳妻はご無沙汰過ぎて触れられただけで感じる高感度女!目の前の他人チ○ポに理性保てず雌と化した妻は愛する旦那・子供にはナイショで中出し懇願! 2（1月12日、V&R PRODUCE）他出演:波多野結衣、北川エリカ、塚田詩織
- 健康診断にやってきた生理前の女子大生にイタズラしまくって中出ししちゃった痴漢ビデオ（1月19日、アパッチ）他出演:橘咲良、神山なな、早川瑞希、月本愛
- マジックミラー号 祝!成人式 巨乳で可愛い20才の女の子限定 彼氏の前で振袖野球拳 一枚ずつ脱がせて振袖の下の隠れ巨乳を揉みまくり!全部脱いだら彼氏に内緒で初々しいオマ○コにたっぷり生中出し!!（1月25日、ROCKET）※「あやこ」名義　他出演:なみえ、かな
- 義母娘 接吻レズ調教 〜姑のカラダを貪り尽くす美嫁のヘビ舌〜（1月25日、ビビアン）共演:新堂有望
- 【閲覧注意】 私の娘を寝取ってください。 愛娘を目の前で犯され興奮する父親の異常性欲。 【父娘NTR】（3月1日、無垢）
- やらしい癒し。 ふわふわおっぱいお姉さんの温もり感じるエッチ（3月1日、S-Cute）他出演:宝生リリー、三原ほのか、優梨まいな、橘メアリー、佐倉ねね
- こっそり姉の部屋を物色していたら彼氏を連れて帰ってきた姉 出るに出られずクローゼットに隠れていたら、決して見てはいけない姉のフェラを見てしまった妹は発情!それに気づいた彼氏は…（3月10日、ブリット）※「香織」名義　共演:あや　他出演:奈々、優子
- 巨乳専門 逆7P性感エステ（4月1日、OPPAI）共演:宇多田あみ、神咲紗々、笹倉杏、橘メアリー、優梨まいな
- 夫が傍に居るのに近親相姦筆おろし!息子の朝勃ちチ○ポに欲情した巨乳ママは夫の死角でコッソリ握りしめ、そのまま優しく性教育中出し!（4月12日、アイエナジー）他出演:花崎りこ、松下美織
- おま○こ・アナル見せつけ挑発（4月13日、アロマ企画）他出演:あおいれな、星島るり、浜崎真緒、あず希、雪美えみる、白金れい奈、苑田あゆり、結菜はるか、篠崎みお、夏希みなみ、愛里るい、七海ゆあ、伊東真緒、清城ゆき、白石雪愛、神ユキ、相澤ゆりな、川村まや、榎本葉月
- シングルファーザーになった僕は子育てに悪戦苦闘! そんな頼りない姿をみかねたのかご近所主婦がママ友になってくれた! 厚意のついでに人妻柔乳にも甘えたらいつしか同情が発情にかわって育ジの合間に○○ちゃんママとヌキ挿しシまくる関係に!! 2（4月13日、SCOOP）他出演:石川華、花崎りこ、松下美織
- 五ツ星ch★★★★★ リゾートプール軟派 巨乳大漁SPECIAL Channel 16（5月11日、プレステージ）他出演:珠雫あやの、立花瑠莉、NAOMI、小野寺梨紗
- 知的で美人のおばさんがすごい格好でムダ毛の処理をしていた!あまりのエロさにチ○ポは釘付け!超勃起がおさまらないので無防備なワキを舐めまくり生ハメで性処理させてもらった!! 2（5月25日、SCOOP）他出演:吉川あいみ、浅見せな
- SODファン大感謝祭!! 真正中出し祭り 2018（8月1日、SODクリエイト）共演:涼海みさ、玉木くるみ、なごみ、天音ゆりか
- 本気(マジ)口説き ナンパ▶連れ込み▶SEX盗撮▶無断で投稿 イケメン軟派師の即パコ動画 5（9月14日、MAGIC）※「ののか」名義
- 自制心ゼロの淫妻 下品なエロ舌 ののか(27歳)（10月7日、山と空）※「ののか」名義
- AV女優 裸コレクション 第八弾（10月12日、V&R PRODUCE）他出演:君島みお、佐々波綾、美谷朱里、天野美優、清城ゆき、南梨央奈、向井藍、碧しの、皆野あい、明里ともか、七海ゆあ、篠崎みお、水城りの、水城奈緒、藤波さとり、白咲ゆず、本真ゆり、香椎りあ、愛瀬美希
- 【※超エロ注意】欲求不満でヤラれたい願望の人妻がパート先の飲み会に媚薬を持ち込んできた!!けしからんので泥酔4P乱交パーティーに発展したガンギマリ動画を晒しておきますねwww（10月26日、ゲッツ!!）他出演:咲坂花恋、希咲あや
- そのプリンっと突き出したお尻にノックアウト!! 超美尻いや神尻の義姉にバックで何度も中出ししちゃったボク!! 突然出来た義理の姉は可愛くて超美尻!! しかも無防備だからパンチラしまくり!! 当然、ボクは勃起しまくり!! しかもしかもわざとなのか偶然なのか超美尻をボクの目の前に突き出しているから我慢の限界!! 気づいた時には義姉のパンツを下ろし何度も後ろから突き刺してしまいました!! 初めは嫌がっていた義姉だけど何度も中出ししていたら気持ちよくなったのか自分から求めるほどド淫乱女子に!! 逆に何度も求められました!!（11月7日、Hunter）他出演:橋本れいか、水川スミレ、神ユキ、水卜麻衣奈
- ノーブラニットで出歩く人妻をナンパしてピンコ勃ちしてるデカ乳首をこねまわしたら生中出しSEXできるのか!? 5時間14名（11月9日、ゲッツ!!）他出演:鈴木さとみ、美谷朱里、通野未帆、辻本りょう、咲坂花恋、片瀬仁美、朝桐光、城崎桐子、葉月美音、今藤霧子、芦名ユリア、八咲唯、美月優芽
- 義理の姉に事故中出ししたらあまりの気持ちよさに、痙攣バタフライ絶頂!! 童貞のボクに超優しくてヤリマンの義姉が出来た!見るからにヤリマンの義姉で童貞のボクには刺激が強すぎて毎日勃起!そんな童貞丸出しのボクを可哀想に思った優しい義姉はボクとセックスの練習してくれることに!でも、コンドーム装着は絶対条件。ボクの持っている財布の中で眠っていた古いコンドームを使ったらセックス中に破けてしまった!すると義姉は最初は余裕ぶって「童貞では気持ちよくならない」なんて言っていたのに、破れた途端、水たまり状態になるほどのヨダレを口から大量に垂らしながら連続爆イキ!さらにそのまま中出ししたら痙攣バタフライ絶頂!怒られるどころか2回戦を求められて中出し強要するほどの淫乱女に豹変!（11月19日、Hunter）他出演:咲々原リン、北川りこ、鈴屋いちご、彩葉みおり
- リアコ女子がメンズ地底アイドルにガチハマり!!自らマ○コ差し出して性処理道具と化しヤリ捨て種付けされ…大喜びアクメwww（12月14日、ゲッツ!!）他出演:鈴木さとみ、浅見せな、咲坂花恋
- OPPAIナーススペシャル 巨乳痴女医科大学（12月19日、OPPAI）共演:成海さやか、浅美結花、日向うみ、安田亜衣、相澤ゆりな

2019年
- メガネ巨乳若妻 サイレント絶頂イキ本屋中出し痴漢（2月7日、アパッチ）他出演:水元恵梨香、新垣智江、美里詩織、黒川すみれ
- 爆乳義姉が混浴露天風呂でこっそり爆イキ!! 親が再婚して新しい家族でやってきた温泉旅行!馴染めないボクは少々淡い期待を胸に1人混浴露天に浸かっていると1人の女性が入ってきたと思ったらボクと仲良くなろうとやってきた義姉だった!!想像以上に大きい爆乳は隠そうにも隠し切れておらず谷間はもちろんの事、零れ落ちてモロ見えの時も!!我慢できずボクは当然勃起!すると他の客が入ってきた途端「恥ずかしくて出れない…」とボクに近づいてきて義姉の爆乳が超密着!!これだけ密着されたら勃起チ○ポを隠し切れずバレてしまいヤバイ…と思ったけど勃起チ○ポに気づいた義姉はそわそわし始め…義姉の欲求不満が爆発!お湯の中でボクの指を使ってこっそりイキまくり!!そのままチ○ポも挿れられて親密すぎる関係になってしまいました!!（3月7日、Hunter）他出演:椎葉みくる、真田美樹、日向うみ、三島奈津子
- 超美尻がボクの目の前3センチ!! えっ!?そのプルンと突き出した綺麗すぎるお尻はボクを誘っているの? ボクに突然、可愛くて優しくてしかも美尻の義姉ができたんです!!義姉はとにかくお尻が綺麗でスタイル抜群のドスケベな体をした女性です!!家族になって初めての家族旅行で行った温泉旅館で義姉とまさかのふたり部屋!!隣同士で寝ていたら寝相の悪い義姉の浴衣がはだけて大きな胸が見えたりパンツが見えたりとにかく大興奮!!しかも気づいた時にはボクの目の前に義姉の超神尻が!!当然、我慢できなくなったボクは思いきってパンツをずらしマ○コにボクのいきり勃った勃起チ○ポをゆっくり挿入!!「後ちょっと…、後一往復したら止めよう…」と思っても気持ち良すぎて止められません!!義姉が起きたとて腰の動きは止める事は出来ず何度も何度も中出し!!何度も何度も中出ししていたら興奮してきた義姉が逆にボクのチ○ポを求めてきて抜かずの3連続中出しさせられちゃいました!!（5月7日、Hunter）他出演:三島奈津子、河合ののか、笹倉杏、白鳥すず
- 二人旅女子にガンギマリキメセク連続中出し! 温泉街で見つけた二人旅女子と部屋飲みするも、彼氏持ち女子はお固く全くエッチな雰囲気にならないのでお酒と媚薬を飲ませてキメパコ!泥酔イキでガンギマリエロ娘に豹変!アヘ顔痙攣イキまくりで妊娠リスク有り有りの中出しを求めまくり!（5月7日、お夜食カンパニー）他出演:椎葉みくる、森はるら ほか

## テレビ
- EXD44（2016年5月3日、テレビ朝日）

## 雑誌
- 週刊大衆ヴィーナス 2016年8月4日号（双葉社） - 袋とじグラビア
- 月刊DMM 2016年11月号（ジーオーティー） - インタビュー